# Енопа
Енопа је личност из грчке митологије.

## Митологија
Енопа је била кћерка сикионског краља Епопеја и Антиопе. Са Посејдоном је имала сина Мегареја. О њој су писали Аполодор и Хигин.